# Arvydas Mockus
Arvydas Mockus (ur. 5 lutego 1960 w Jurborku) – litewski polityk, poseł na Sejm Republiki Litewskiej.
W 1983 roku ukończył z wyróżnieniem Politechnikę w Kownie z tytułem inżyniera-mechanika. 
W 1982 pracował jako technik w Instytucie Energii Fizycznej i Technicznej Litewskiej Akademii Nauk. W latach 1982–1983 pracował jako zarządca budowy w "Kauno Statyba" w Kownie. Od 1983 do 1984 pracował w fabryce telewizorów w Szawle jako technolog. Od 1984 był sekretarzem w organizacji młodzieżowej LLKJS. W latach 1992–1995 był właścicielem prywatnej firmy handlowej  A. Mockas. Od 1995 do 1997 roku pracował jako finansista w UAB Firma Mege. Od 1997 do 2002 by dyrektorem w firmie UAB Transleja, a od 2002 do 2012 roku był dyrektorem w firmie UAB Arvirida. W latach 2008–2012 był asystentem posła na Sejm Republiki Litewskiej.
W 2012 przyjął propozycję kandydowania do Sejmu z ramienia Litewskiej Partii Socjaldemokratycznej W wyborach w 2012 uzyskał mandat posła na Sejm Republiki Litewskiej.